# Bataille de Hannut
Seconde Guerre mondiale, 
 Bataille de France
Batailles
- Drôle de guerre
- Évacuation des civils de la ligne Maginot
- Mobilisation
- Offensive de la Sarre
- Baie de Heligoland
- Incident de Mechelen
- Plan Jaune
- Plan Dyle
- Luxembourg
- Ében-Émael
- Hannut

- Sedan
- Dinant
- Monthermé
- Givet
- La Horgne
- Gembloux
- Flavion
- Louvain
- Charleroi

- Stonne
- Montcornet
- La Sambre
- Arras

- L'Escaut
- Amiens
- La Lys
- Massacre de Vinkt
- Boulogne-sur-Mer
- Calais
- Poche de Lille
- Massacre du Paradis
- Abbeville
- Dunkerque
- Capitulation belge

- L'Aisne
- L'Ailette
- Opération Paula
- l’Exode
- Pont-de-l'Arche
- Opération Cycle
- Opération Ariel

- Les Alpes
- Vallon du Seuil
- Bombardement de Toulon
- Opération Vado
- La Loire
- Saumur
- La vallée du Rhône
- Bombardements de Marseille
- Menton (Pont-Saint-Louis)
- Combats aériens en Suisse
- Armistice du 22 juin

La bataille de Hannut se déroule pendant la Seconde Guerre mondiale en Belgique, sur une ligne nord-sud de part et d'autre de la commune de Hannut ; elle oppose du 12 au 14 mai 1940 le corps de cavalerie français commandé par le général Prioux au 16e corps motorisé allemand du général Hoepner.
La bataille de Hannut est la 1ère bataille de chars de la Seconde Guerre mondiale.
Il s'agit de la bataille de chars (contre chars) la plus importante à cette date. Le combat peut être vu comme une victoire française ou allemande. En effet, pour Robert Frank, le bilan de cette bataille est ambigu. Il s’agit d’une victoire technique et tactique pour la France. Sur le plan technique, la bataille a montré une supériorité des chars français, notamment des Somua que les obus allemands ne réussissent pas à percer. Sur le plan tactique, elle a retardé l’avancée allemande et permis à la 1re armée française de s’installer sur ce qu’elle pensait être alors le front principal. Cependant, d’un point de vue intellectuel et stratégique, il s’agissait d’une défaite, le haut commandement français ayant été leurré par l’appât constitué par le corps blindé du général Hoepner. Cela attirait les meilleures unités françaises et les empêchaient ainsi d’intervenir à Sedan, où se déroulait l’opération décisive. Au total 50 (plus 200 endommagés) à 164 chars allemands sont détruits contre 105, à 170 français.

## Campagne précédant la bataille
Dans le cadre du plan Dyle et dans le cadre plus général de la manœuvre Dyle-Bréda qui vise à atteindre au plus vite les Pays-Bas, le corps de cavalerie du général Prioux doit couvrir les troupes françaises montant vers le nord en se portant au-devant des Allemands pour combler le vide stratégique autour de Hannut et de Crehen. C'est en effet là que les blindés allemands sont supposés passer car il n'y avait pas d'obstacle naturel hormis le ruisseau de la Petite Gette.
Les troupes belges doivent d'abord défendre le canal Albert, puis battre en retraite pour se positionner au nord-ouest du corps de cavalerie, le long de la ligne KW. Cette ligne, constituée de blockhaus, de barrages routiers et de barrières Cointet, s'étend d'Anvers à Wavre.

## Forces en présence
Le corps de cavalerie français affronte frontalement le 16e corps allemand.

### Corps de cavalerie
Le corps de cavalerie français comprend deux divisions légères mécaniques (DLM), regroupant chacune deux brigades légères mécaniques, l’une avec deux régiments de chars (40 chars moyens et 40 chars légers chacun) et l’autre avec un régiment de découverte (automitrailleuses) et un régiment de dragons portés (infanterie motorisée) :
- 2e DLM (général Bougrain), subdivisée en deux brigades, la 3e BLM (regroupant les chars) et la 4e BLM (reconnaissance et infanterie) :
  - 13e régiment de dragons (40 chars Somua et 40 chars Hotchkiss) ;
  - 29e régiment de dragons (40 chars Somua et 40 chars Hotchkiss) ;
  - 8e régiment de cuirassiers (colonel Morio : découverte sur AMD Panhard) ;
  - 1er régiment de dragons portés (colonel Méric de Bellefon[8] : infanterie) ;
  - 71e régiment d'artillerie tout terrain (deux groupes de 75 mm et un de 105 mm) ;
  - 1018e batterie du 405e régiment d'artillerie de DCA[9]
  - 38e bataillon de sapeurs[9]
  - Groupement de groupes de reconnaissance rattaché à la 2e DLM[10]
    - 3e groupe de reconnaissance de corps d'armée ;
    - 95e groupe de reconnaissance de division d'infanterie ;
    - 3e groupe de reconnaissance de division d'infanterie.

- 3e DLM (général Langlois) subdivisée en deux brigades, la 5e BLM (général de La Font, regroupant les chars) et la 6e BLM (colonel des Loges, regroupant reconnaissance et infanterie) :
  - 1er régiment de cuirassiers (lieutenant-colonel de Vernejoul : 40 chars Somua et 40 chars Hotchkiss) ;
  - 2e régiment de cuirassiers (lieutenant-colonel Touzet du Vigier : 40 chars Somua et 40 chars Hotchkiss) ;
  - 12e régiment de cuirassiers (colonel Leyer, futur chef d’état-major : découverte sur AMD) ;
  - 11e régiment de dragons portés (colonel Revouy : infanterie) ;
  - 76e régiment d'artillerie tout terrain (deux groupes de 75 mm et un de 105 mm)[11].
  - 1023e batterie du 405e régiment d'artillerie de DCA[9]
  - 39e bataillon de sapeurs[9]
  - Groupement de groupes de reconnaissance rattaché à la 3e DLM (colonel Soubeyran)[10]
    - 6e groupe de reconnaissance de corps d'armée ;
    - 92e groupe de reconnaissance de division d'infanterie ;
    - 7e groupe de reconnaissance de division d'infanterie ;
- 54e et 56e bataillons de mitrailleurs motorisés[12] ;
- 4e groupe de reconnaissance de division d'infanterie, mis à disposition du corps de cavalerie à partir du 13 mai[13].

Ces deux unités, créées en 1937 et 1940, sont puissantes, rapides et bien entraînées. Adaptées au combat moderne, elles sont parmi les meilleures unités de l’armée française, bien que manquant de moyens antiaériens. Chaque division dispose en plus de 16 chars de réserve. Ce corps de cavalerie est envoyé pour couvrir à partir du 10 mai dans la plaine belge le déploiement des forces franco-belgo-britanniques par Gamelin, généralissime des armées françaises. Sa mission est de retarder jusqu’au matin (jusqu’au soir initialement) du 14 mai l’avancée allemande.
Les Français combattent initialement avec des soldats belges mais leur résistance dans le secteur s'effondre le 11 mai au soir.

### XVI. Armee-Korps (mot.)
Le 16e corps allemand (XVI. Armee-Korps (mot.) en allemand) lui est opposé. Il est constitué autour de deux divisions :
- la 3e division blindé (Panzerdivisionen ; général Stumpff (en))
  - Panzer-Regiment 5 (chars)[16]
  - Panzer-Regiment 6 (chars)[16]
  - Schützen-Regiment 3 (infanterie)[16]
  - Aufklärungs-Abteilung 3 (reconnaissance)[16]
  - Panzerjäger-Abteilung 39 (combat antichar)[16]
  - Artillerie-Regiment 75 (artillerie)[16]
  - 2e bataillon de l'Artillerie-Regiment 49 (artillerie, canons 15 cm sFH 18)[16]

- la 4e division blindé (Panzerdivisionen ; général Stever (en))[17]
  - Panzer-Regiment 35 (lieutenant-colonel Eberbach ; chars)
  - Panzer-Regiment 36 (colonel Von Jesser ; chars)
  - Schützen-Regiment 12 (lieutenant-colonel Freiherr von Lüttwitz ; infanterie mécanisée)
  - Schützen-Regiment 33 (colonel Fehn ; infanterie mécanisée)
  - Aufklärungs-Abteilung 7 (reconnaissance)
  - Panzerjäger-Abteilung 49 (combat antichar)
  - Artillerie-Regiment 103 (artillerie)
  - autre unités : Artillerie-Abteilung 611, 2e bataillon de l'Artillerie-Regiment 93[18]

Bien entraînés, les régiments de chars utilisent au maximum leur matériel, constitué de Panzers I, II, III et IV, moins puissants (sauf le Panzer IV) mais plus rapides que les chars français ; le partage des tâches entre les membres de l’équipage de chaque char était aussi beaucoup mieux pensé que dans les chars français. Face aux 415 chars français (sans compter les puissantes AMD), les Allemands engagent 623 chars mais seulement 73 Panzer III et 52 Panzer IV, les seuls utilisables en combat antichars.
Les blindés allemands sont soutenus par le 8e corps aérien (Fliegerkorps) du général von Richthofen.
La 20e division d'infanterie (motorisée) reçoit l'ordre soutenir les deux divisions le 12 mai, mais son engagement est retardé à cause de ses difficultés pour franchir la Meuse à Maastricht,. La 169e division d'infanterie aura un impact plus important sur la bataille, rejoignant le sud de la zone de combat le 13 au soir.

## Déroulement
La bataille de Hannut et celle de Gembloux sont liées. Elles entrent dans la stratégie visant à arrêter l'offensive allemande en Belgique.
Le général Prioux exploite les coupures de la Méhaigne et de la petite Gette. Dès le 11 mai, la retraite des forces belges percées sur le canal Albert a exposé le flanc gauche du corps français, qui combat en reculant. Les Belges, positionnés au nord-ouest, couvrent les blindés du général Prioux[réf. nécessaire].

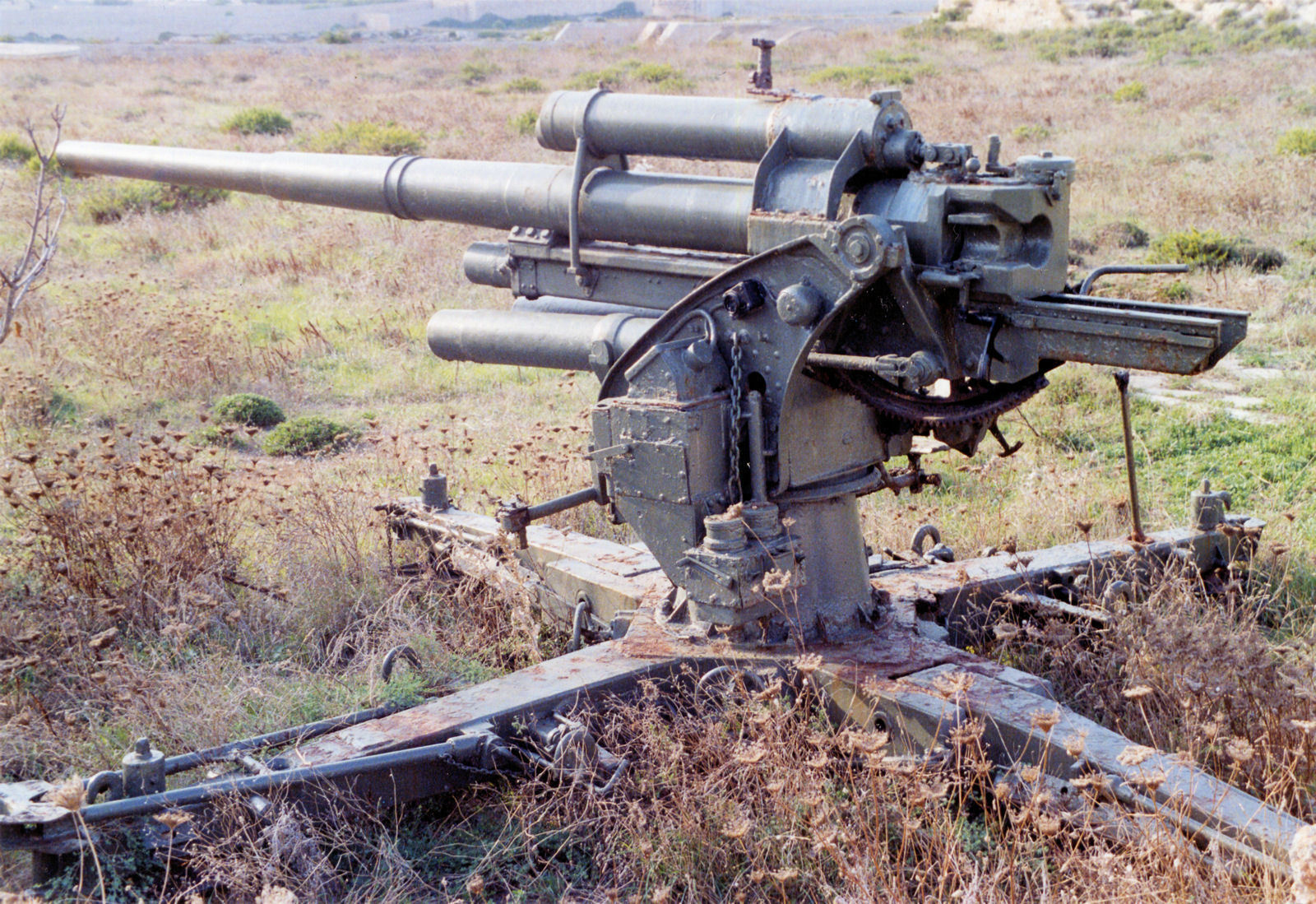
canon antiaérien 8.8cm allemand

Les combats débutent le 12 mai entre la 3e DLM et la 4. PzD (général Stever) suivie par la 3. PzD (général Stumpff), soutenue par le VIII. Fliegerkorps de von Richtofen. Le Panzer-Regiment 35 (colonel Eberbach) de la 4. Panzer-Division fait reculer le 12e cuirassiers, qui s’efface. Le 11e dragons portés, soutenu par le 1er cuirassiers, résiste alors efficacement, et la 3e DLM ne recule, en bon ordre, que le soir, de cinq à sept kilomètres.
Le 13 mai, la 2e DLM attaque la 3. PzD, mais cette offensive est repoussée par les 88 mm antiaériens allemands, utilisés en antichars. La progression de la 3. PzD, au nord, menace de tourner la 3e DLM, qui doit reculer l’après-midi, malgré la résistance des 1er et 2e cuirassiers. Le recul est plus important que la veille : 10 à 15 km, Hoepner n’exploitant pas celui-ci à cause de problèmes logistiques de ravitaillement en carburant.
Le 14 mai, les deux divisions françaises continuent leur recul en combattant, sans céder réellement à la pression allemande mais en subissant des pertes importantes. Les Français se replient derrière la ligne Dyle-Namur, par la trouée de Gembloux, comme prévu dans les plans.
La totalité des chars allemands participe aux combats ; seuls 239 chars français sont engagés.

## Bilan de la bataille
Bien que forcé au recul et ne pouvant engager toutes ses forces (dans l’ignorance des effectifs face à lui), le corps de cavalerie remplit sa mission retardatrice.
Cette bataille prouve les qualités au combat de chars français comme le Somua S35 face aux Panzers allemands plus légers,. Les Allemands engageront leurs canons de 88 mm anti-aériens pour stopper les S35. Par contre, le canon SA 18 de 37 mm utilisé par la majorité des Hotchkiss H39 se révèle impropre au combat antichar. D'après Gérard Saint-Martin, la tactique employée (concentration des chars plutôt que la dispersion) pendant la bataille de Hannut montre une bonne connaissance des nouvelles tactiques d'utilisation des blindés en campagne par le général Prioux, ce qui est une situation exceptionnelle dans la campagne de France. Toutefois, l'ordre donné par le général Prioux de résister sans se replier le 11 mai n'est pas conforme aux missions de la cavalerie. De même les réserves blindées françaises sont dispersées linéairement et non regroupées. L'historien allemand Karl-Heinz Frieser insiste sur le défaut de la tactique française, à savoir une défense en « collier de perles » le long des différents villages, qui permet aux Allemands de concentrer leurs forces pour percer la ligne française en un point précis et ensuite forcer le corps entier à reculer. 
le Lieutenant-colonel Georges Hillion qui était adjudant au sein de la 1ère DLM du Colonel Touzet du Vigier, est porté disparu le 13 mai 1940 à la bataille de Thisnes. Seul rescapé mais grièvement blessé (26 blessures) il sera rapatrié à Hennebont en 1941 et sera placé à la tête de la 1ère Compagnie du 7ème Bataillon FFI du Morbihan. 
Avec la bataille de Flavion, au sud-est de la Belgique, menée par les chars du général Bruneau contre ceux du général Hoth, les batailles de Hannut et de Gembloux n'en forment qu'une seule qui démontre la qualité des blindés français et de leur commandement[réf. nécessaire], malheureusement sans un soutien suffisant des aviations française et anglaise[réf. nécessaire][Information douteuse] et sans couverture française au sud contre l'offensive allemande consécutive à la percée de Sedan, qui allait entraîner la retraite générale des armées alliées et leur défaite.